# Diran Alexanian
Diran Alexanian   (Constantinoble, 2 d'abril de 1881 - Chamonix, 27 de juliol de 1954) va ser un professor de violoncel armeni.
Va estudiar violoncel amb Friedrich Grützmacher a Leipzig, així com va interpretar música de cambra amb Johannes Brahms i el violinista Joseph Joachim. A una edat primerenca era un violoncel·lista assolit, actuant als disset anys la part solista del Quixot de Richard Strauss.
Als vint anys, Alexanian es va instal·lar a París, on va conèixer Pau Casals. Casals havia vist actuar Alexanian, i es va adonar que la digitació d'Alexanian estava en línia amb la seva nova manera de tocar el violoncel. Es van conèixer i van trobar que tenien punts de vista similars sobre la tècnica general i la interpretació de la música.
El 1921, Alexanian es va convertir en assistent de Casals a "l'École Normale de Musique" (fundada el 1919 per Alfred Cortot i Auguste Mangeot), on Casals era professor, així com Jacques Thibaud. Allà, ell i Casals van posar en pràctica les seves idees revolucionàries. Estudiants de tot el món van venir a estudiar amb ell en aquest moment, incloent Gabriel Cusson, Rafael Figueroa, Maurice Eisenberg, Antonio Janigro, Gregor Piatigorsky, Hidayat Inayat Khan, Pierre Fournier, i Emmanuel Feuermann. Durant el seu mandat a l'escola, Alexanian va publicar el seu llibre de 1922 sobre tècnica de violoncel, Traite Theorique et Pratique du Violoncelle, així com la seva famosa edició de les Suites Bach el 1929. En un concert a l'École 1933 va estrenar el Concert de Frederick Jacobi (Tres Salms) per a Violoncel i Orquestra (que Jacobi havia dedicat a Alexanian), sota la direcció d'Alfred Cortot.
Alexanian va abandonar el seu càrrec a l'École el 1937, i es va traslladar als Estats Units. Allà va ensenyar tant a l'Institut Peabody de Baltimore, com a la "Manhattan School of Music" de Nova York. Allà els seus alumnes van ser entre d'altres, Bernard Greenhouse, David Soyer, George Ricci, Raya Garbousova, David Wells, i Mischa Schneider.